# Los Angeles River
Der Los Angeles River ist ein 82 Kilometer langer Fluss im Los Angeles County im US-Bundesstaat Kalifornien.
Der Fluss beginnt im Westen des San Fernando Valley in Canoga Park durch den Zusammenfluss von Bell Creek und Calabasas Creek. Der Los Angeles River mündet bei Long Beach in den Pazifik. Größere Nebenflüsse sind der Brown’s Canyon Wash, der Aliso Canyon Wash, der Caballero Creek, der Tujunga Wash, der Western Burbank Channel, der Verdugo Wash, der Arroyo Seco, der Rio Hondo, der Compton Creek und der Bull Creek.
Seine Wasserführung ist enorm variabel; während er die meiste Zeit kaum Wasser führt, gibt es unregelmäßige Hochwasserereignisse. Er wird hauptsächlich durch Regenwasser und Schneeschmelze (im Winter und Frühjahr) und städtische Abwässer gespeist und ist einer der wenigen niedrig gelegenen, ganzjährig wasserführenden Flüsse in Südkalifornien. Selbst in den trockensten Sommern gelangt in der Regel etwas Wasser in den Ozean. Obwohl es historische Berichte über Trockenheit gibt, ist der Fluss seit Beginn der Aufzeichnungen im Jahr 1929 jeden Monat konstant geflossen, was durch die Betonrinne begünstigt wird, die die Absorption von Wasser im Erdreich begrenzt. Die Strömung ist zwar im Allgemeinen gering, kann aber selbst im Sommer streckenweise sehr lebhaft sein.

## Geschichte

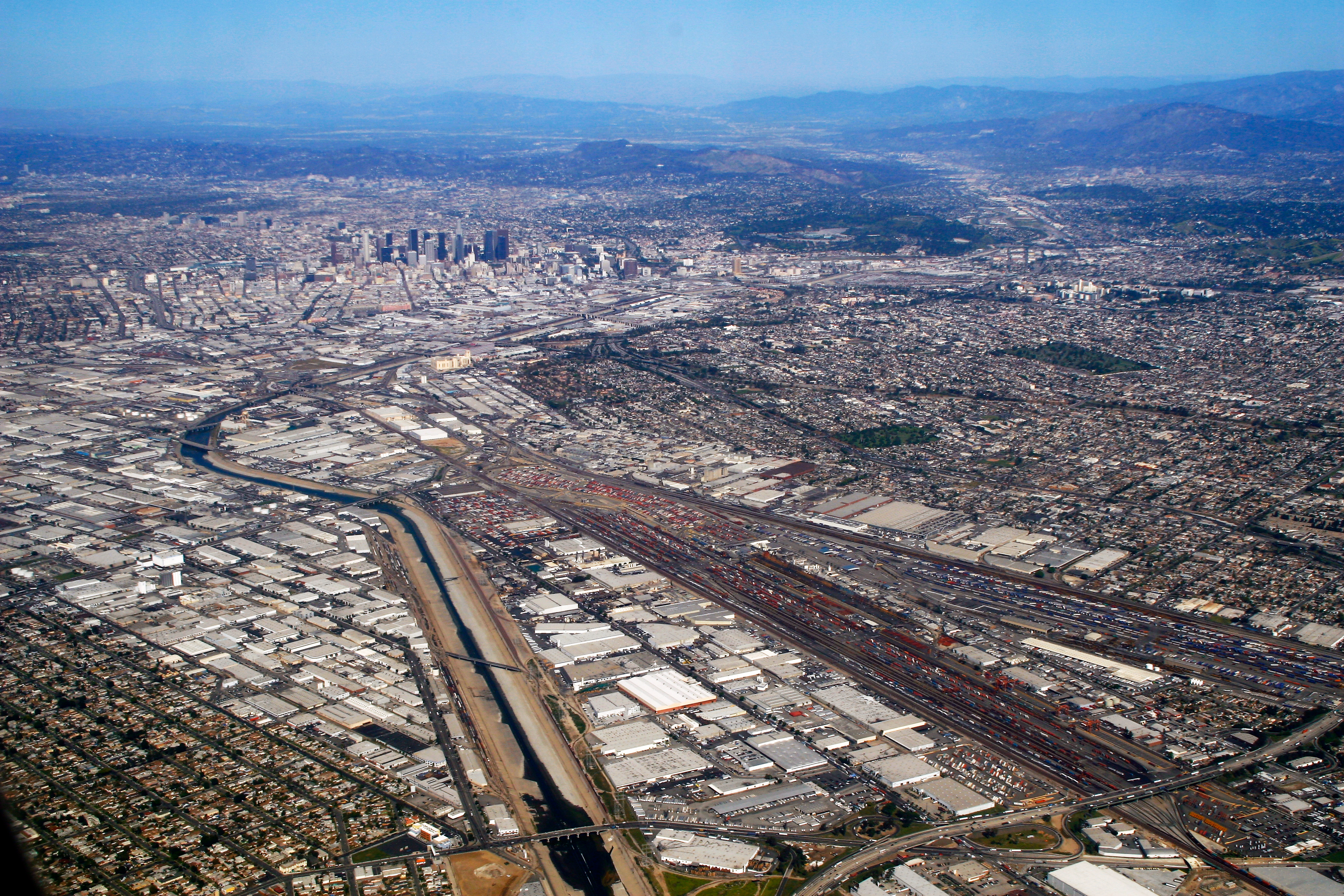
Fluss in Downtown Los Angeles, Blickrichtung Nordwest, März 2008

Das Einzugsgebiet des Flusses in den Küstenbergen führt dazu, dass der Los Angeles River immer wieder von durch Steigungsregen ausgelösten Sturzfluten betroffen war, die im frühen 20. Jahrhundert erhebliche Schäden angerichtet haben. Nach einer Hochwasserkatastrophe im Jahr 1938, die 1500 Häuser zerstörte, wurde das US Army Corps of Engineers zu Hilfe gerufen. Die Wasserbauer entschlossen sich, den gesamten Flusslauf zu  kanalisieren, so dass der Los Angeles River mit Ausnahme einiger kurzer Parkanlagen vollständig in einem künstlichen Betonbett verläuft.
Seit den 1980er Jahren gab es erste Überlegungen von Naturschützern und Landschaftsarchitekten, den Fluss zu befreien und sowohl seine ökologischen Funktionen als auch eine Erholungsnutzung zu ermöglichen. Seit 1986 sind die Friends of LA River aktiv, eine Organisation von Umweltschützern, Künstlern und aktiven Bürgern. Sie veranstalten Führungen und Kayaktouren am Fluss und sind verantwortlich dafür, das Bewusstsein der Einwohner wieder auf den versteckten und unzugänglichen Fluss gelenkt zu haben.
Seit 2007 liegt ein Los Angeles River Revitalization Plan für die oberen 50 Kilometer des Flusslaufes vor, der die schrittweise Entsiegelung des Flussbettes als technisch möglich beschreibt und die Prioritäten festschreibt. Das erste Projekt ist Taylor Yard nördlich des Dodger Stadiums. Dafür wurden im Sommer 2019 drei Konzepte vorgelegt,  eines davon ist stark an den Isar-Plan in München angelehnt. Seit 2015 steht ein Zuschuss der Bundesregierung in Höhe von 1 Mrd. USD bereit, um abschnittsweise die ca. 15 Kilometer zwischen Griffith Park und Downtown LA zu entsiegeln und dabei die Hochwasserschutzfunktion angesichts einer steigenden Wahrscheinlichkeit von Starkregenereignissen zu verbessern.
Die Renaturierung des LA River ist ein langwieriger Prozess, weil der Fluss durch 17 selbständige Gemeinden fließt und sowohl Behörden des Staates Kalifornien wie der Bundesregierung in die Entscheidungen eingebunden werden müssen.

## Medien
Der Spielfilm Chinatown (1974), der 1937 spielt, zeigt den L.A. River vor der Kanalisierung.
Das betonierte Flussbett des Los Angeles River ist in unzähligen Episoden amerikanischer Fernsehserien und etlichen Actionfilmen zu sehen, unter anderem in Volcano, Grease, Jackass, Terminator 2 – Tag der Abrechnung, Das fliegende Auge, The Core – Der innere Kern, Die verrückteste Rallye der Welt, Nur noch 60 Sekunden, Navy CIS: L.A., Last Action Hero und in der Pilotfolge von Fear the Walking Dead. Auch in den Videospielen Grand Theft Auto: San Andreas, Grand Theft Auto V, Midnight Club: Los Angeles und L.A. Noire kommt der Fluss vor. In der Jubiläumsfolge Feuriges Auge der Jugendkrimi-Serie Die drei ??? spielen das kanalisierte Flussbett und der Wasserstand des Los Angeles Rivers eine Rolle.

## Dokumentationen
- Amerikas Flüsse: Der Los Angeles River, aus den Bergen ins Betonbett. 43-minütige Fernsehdokumentation von Katja Esson (rbb, Deutschland 2016).
- Der L.A. River. Fall und Aufstieg eines Flusses . Radiofeature von Martina Groß (WDR, Deutschland 2024)